# Gyrodactylus rhinichthius
Gyrodactylus rhinichthius är en plattmaskart. Gyrodactylus rhinichthius ingår i släktet Gyrodactylus och familjen Gyrodactylidae. Inga underarter finns listade i Catalogue of Life.